# Åstorp (comune)
Åstorp è un comune svedese di 14 663 abitanti, situato nella contea di Scania. Il suo capoluogo è la cittadina omonima.

## Località
Nel territorio comunale sono comprese le seguenti aree urbane (tätort):
| # | Località | Popolazione |
| - | -------- | ----------- |
| 1 | Åstorp   | 8 514       |
| 2 | Hyllinge | 2 002       |
| 3 | Kvidinge | 1 796       |